# Zoila marginata
Zoila marginata is een slakkensoort uit de familie van de Cypraeidae. De wetenschappelijke naam van de soort is voor het eerst geldig gepubliceerd in 1849 door Gaskoin.